# Infomédiaire
Les infomédiaires sont des acteurs du Web qui permettent un accès organisé aux informations pour les internautes qui doivent faire face à un volume exponentiel d’informations diffusé par une multitude de producteurs. Ils se placent comme intermédiaires entre les producteurs d'information et les internautes. 

## Concept
Ce terme, inventé par John Hagel III - en anglais : infomediary - est né de la contraction des mots information et intermédiaire. L'infomédiaire va proposer à l'internaute une sélection de liens externes sans bénéficier forcément des droits de publications des sites vers lesquels il "pointe". Il est possible d'assimiler le concept de l'infomédiation au fonctionnement d'un marché économique dans le sens où il permet la rencontre de l'offre et de la demande

## Modèles économiques concernés
L'infomédiation permet le développement du commerce en ligne en mettant en relation les vendeurs et les acheteurs. De nombreux sites de tourisme utilisent ce concept en y associant un système de comparaison des tarifs et des services proposés. Ce modèle a rapidement été repris pour de nombreux secteurs d'activité comme les assurances ou encore l'électroménager. La pratique de l'infomédiation est souvent rapprochée du modèle du courtage (ou courtage informationnel,).

## L'infomédiation
L’organisation de l’information par les infomédiaires, tout en diminuant la complexité dictée par la multitude d’information disponibles, en facilitant le rencontre entre la demande et l’offre, crée ce qu’on appelle l’infomédiation. Ce phénomène implique une sélection de l’information par un agent externe, dans un marché qui est structuré selon les règles du monopole. L’infomédiation peut être définie comme « la capacité à organiser les marchés et les usages de l’information numérique » . « La centralisation croissante de l’internet contemporain entre les mains d’un petit nombre d’entreprises oligopolistiques contraire aux principes fondateurs de l’internet » (Tim Berners-Lee, 2016) permet un contrôle de la circulation de l’information et un accès miré et personnalisé aux contenus. Le problème que le pouvoir technologique peut engendrer sur le contrôle de la circulation de l’information avait déjà fait l’objet du débat lors de l'émergence des GAFAM. Déjà  en 1982 des recherches avaient montré le péril qui se cache derrière les technologies de l’information, capables d’opposer aux besoins sociaux la logique du marché. Cette réorganisation de l’information et la conséquente redistribution selon les exigences personnelles de l’internaute sont possibles seulement grâce à la structure d’oligopole du marché; une concentration qui est évident tant au niveau horizontal que vertical. La concentration horizontale permet aux infomédiaires l’accès à l’information créée pour la communauté (préférences, données personnelles etc.). À partir des informations ainsi reçues, ils peuvent, grâce à l’analyse algorithmique et à la Big Data (méga-données), classer l’information et la redistribuer de façon orientée, et exploiter les informations collectées à des fins commerciales pour la publicité ou la revente de fichiers ou de profils.

### Infomédiation sociale
Le développement des réseaux sociaux a mis en avant un phénomène d'infomédiation sociale des contenus et de l'actualité. C'est une diffusion de contenu et d'actualités par des internautes au moyen de plates-formes propriétaires et structurantes. Cette infomédiation est ainsi soumise aux caractéristiques techniques des réseaux dans lesquels elle s'intègre. De plus, elle représente un apport d'audience potentiel pour les sites et s'inscrit donc pleinement dans l'économie culturelle.

## Juridiction
La juridiction qui entoure le concept d’infomédiation reste floue. Il est difficile de définir juridiquement la responsabilité de l’infomédiaire qui n’est par définition ni l’hébergeur, ni l’éditeur des contenus qu’il met à disposition.